# Canton de Bessèges
Le canton de Bessèges est une ancienne division administrative du département du Gard, dans l'arrondissement d'Alès.

## Composition
| Nom                  | Code Insee | Intercommunalité | Superficie (km2) | Population (dernière pop. légale) | Densité (hab./km2) |
| -------------------- | ---------- | ---------------- | ---------------- | --------------------------------- | ------------------ |
| Bessèges (chef-lieu) | 30037      | CC Cèze-Cévennes | 10,32            | 2 963 (2014)                      | 287                |
| Bordezac             | 30045      | CC Cèze-Cévennes | 9,05             | 388 (2014)                        | 43                 |
| Gagnières            | 30120      | CC Cèze-Cévennes | 11,22            | 1 191 (2014)                      | 106                |
| Peyremale            | 30194      | CC Cèze-Cévennes | 8,62             | 289 (2014)                        | 34                 |
| Robiac-Rochessadoule | 30216      | CC Cèze-Cévennes | 10,31            | 898 (2014)                        | 87                 |

## Histoire
Le canton de Bessèges a été créé en 1868 (loi du 4 juillet 1868), en divisant le Canton de Génolhac et le Canton de Saint-Ambroix.

## Évolution de la population
| 1793 | 1800 | 1806 | 1821 | 1831 | 1836 | 1841 | 1846 | 1851 |
| ---- | ---- | ---- | ---- | ---- | ---- | ---- | ---- | ---- |
| ...  | ...  | ...  | ...  | ...  | ...  | -    | -    | -    |

| 1856   | 1861 | 1866 | 1872 | 1876   | 1881 | 1886 | 1891 | 1896 |
| ------ | ---- | ---- | ---- | ------ | ---- | ---- | ---- | ---- |
| 10 065 | -    | -    | -    | 18 884 | -    | -    | -    | -    |

| 1901   | 1906 | 1911   | 1921   | 1926 | 1931 | 1936 | 1946 | 1954   |
| ------ | ---- | ------ | ------ | ---- | ---- | ---- | ---- | ------ |
| 16 748 | -    | 15 343 | 13 443 | -    | -    | -    | -    | 10 537 |

| 1962   | 1968  | 1975  | 1982  | 1990  | 1999  | 2006  | 2009  | 2011  |
| ------ | ----- | ----- | ----- | ----- | ----- | ----- | ----- | ----- |
| 10 636 | 9 601 | 8 068 | 6 951 | 6 079 | 5 532 | 5 727 | 5 751 | 5 596 |

## Emploi
Répartition des emplois par domaine d'activité
|                             | Agriculteurs | Artisans, Commerçants, Chefs d'entreprise | Cadres, Profes. intellec. | Professions intermédiaires | Employés      | Ouvriers      | Retraités       | Chômeurs     | Sans activités  | Eudiants - de 15 ans |
| --------------------------- | ------------ | ----------------------------------------- | ------------------------- | -------------------------- | ------------- | ------------- | --------------- | ------------ | --------------- | -------------------- |
| Canton Bessèges 2009        | 27 (0.47 %)  | 227 (3.95 %)                              | 76 (1,32 %)               | 308 (5.36 %)               | 656 (11.41 %) | 586 (10.19 %) | 2 034 (35.36 %  | 454 (7.89 %) | 609 (10.59 %)   | 774 (13.46 %)        |
| Canton Bessèges 2007        | 12 (0.20 %)  | 216 (3.77 %)                              | 104 (1,82 %)              | 318 (5.55 %)               | 733 (12.80 %) | 623 (10.88 %) | 1 944 (33.94 %  | 454 (7.93 %) | 623 (10.82 %)   | 701 (12.24 %)        |
| Canton Bessèges 1999        | 16 (0.29 %)  | 156 (2.82 %)                              | 100 (1.81 %)              | 260 (4.69 %)               | 624 (11.27 %) | 588 (10.62 %) | 1 640 (29.61 %) | 517 (9.34 %) | 1 023 (18.47 %) | 608 (10.99 %)        |
| Sources des données : INSEE |              |                                           |                           |                            |               |               |                 |              |                 |                      |

### Logements
Évolution du nombre de logements
| Ensemble des logements      | 4 266           | 4 192           | 4 094           | 3 937           | 3 949          | 4 041           | 4 120           |
| Résidences Principales      | 3 520 (82.51 %) | 3 215 (76.70 %) | 2 961 (72.33 %) | 2 685 (68.20 %) | 2 589 (65.56%) | 2 812 (69.59 %) | 2 830 (68.69 %) |
| Résidences Secondaires      | 390 (9.14 %)    | 486 (11.59 %)   | 655 (16.00 %)   | 705 (17.91 %)   | 685 (17.35 %)  | 734 (18.16 %)   | 692 (16.80 %)   |
| Logements Vacants           | 356 (8.35 %)    | 491 (11.71 %)   | 478 (11.67 %)   | 547 (13.89 %)   | 675 (17.09 %)  | 496 (12.25 %)   | 598 (14.51 %)   |
| Sources des données : INSEE |                 |                 |                 |                 |                |                 |                 |

## Galerie
|  |  |

## Administration

### Conseillers d'arrondissement (de 1868 à 1940)
| Période                                  | Période      | Identité                          | Étiquette     | Qualité |
| ---------------------------------------- | ------------ | --------------------------------- | ------------- | --- |
|                                          |              |                                   |               | |
| 1871                                     | 1877         | Joseph Teissier de Lavernède      |               | Avocat à Alais depuis 1855)                                                                                 |
| 1877                                     | 1889 (décès) | Charles Meusnier ,                | Légitimiste   | Maire de Castillon-de-Gagnières                                                                             |
| 1889                                     | 1894 (décès) | Félix Malartre                    |               | Géomètre, maire de Bessèges                                                                                 |
| 1894                                     | 1899 (décès) | Antoine Gustave Nagel (1831-1899) |               | Ingénieur, directeur des mines, maire de Castillon-de-Gagnières                                             |
| 1899                                     | 1907         | Étienne Bracourt                  | POF puis SFIO | Horloger,maire de Bessèges en 1908                                                                          |
| 1907                                     | 1913         | Jules Deleuze                     | Droite        | Géomètre, conseiller municipal de Bessèges                                                                  |
| 1913                                     | 1919         | Étienne Bracourt                  | SFIO          | Maire de Bessèges                                                                                           |
| 1919                                     | 1937         | Adrien Ducros,                    | SFIO          | Délégué mineur, maire de Robiac-Rochessadoule                                                               |
| 1937                                     | 1940         | Henri Faure                       | SFIO          | Instituteur à Bessèges                                                                                      |
| 1940                                     |              |                                   |               | Les conseils d'arrondissement ont été suspendus par la loi du 12 octobre 1940 et n'ont jamais été réactivés |
| Les données manquantes sont à compléter. |              |                                   |               | |

### Conseillers généraux
| Période | Période      | Identité                                          | Étiquette                | Qualité |
| ------- | ------------ | ------------------------------------------------- | ------------------------ | --- |
| 1868    | 1874         | Comte Jacques Louis Léonor d'Estampes (1825-1902) |                          | Propriétaire à Paris |
| 1874    | 1880         | Émile Silhol (1804-1886)                          | Républicain (Droite)     | Ancien magistrat, ancien Président des Houillères de Bessèges |
| 1880    | 1910         | Baron Alfred Silhol (fils du précédent)           | Républicain conservateur | Démission du conseil général après son échec aux législatives de 1885, réélu à Bessèges le 31 janvier 1886 Propriétaire agricole Président du conseil général de 1893 à 1901 Député (1881-1885) Sénateur (1894-1902) |
| 1910    | 1919         | André Silhol (fils du précédent) (1861-1943)      | Républicain              | Maître des Requêtes au Conseil d'État Administrateur de la compagnie des chemins de fer PLM de Paris Président de la Commission départememtale (1916)                                                                |
| 1919    | 1937         | Germain Durand                                    | SFIO puis SFIC puis SFIO | Maire de Bordezac (1908-1938) Président de la Commission départementale (1930) |
| 1937    | 1940         | Alphonse Peyric (1879-1967)                       | SFIO                     | Mineur retraité Maire de Bessèges (1926-1941) |
| 1942    | 1945         | Léon François                                     |                          | Maire de Bessèges (1941-1944) Nommé conseiller départemental en 1942 |
| 1945    | 1967 (décès) | Alphonse Peyric                                   | SFIO                     | Maire de Bessèges (1926-1941 et 1945-1967) Officier de l'Ordre national de la Légion d'honneur |
| 1967    | 2004         | André Rouvière                                    | SFIO puis PS             | Enseignant retraité Sénateur (1980-2008) Maire de Bessèges (1971-1989 et 1995-2001) |
| 2004    | 2015         | Bernard Portalès                                  | DVG                      | Cadre Maire de Bessèges depuis 2001 Vice-président du Conseil général |

1. ↑  Décédé en cours de mandat.

## Démographie
| 1962   | 1968  | 1975  | 1982  | 1990  | 1999  | 2006  | 2011  | 2012  |
| ------ | ----- | ----- | ----- | ----- | ----- | ----- | ----- | ----- |
| 10 636 | 9 601 | 8 068 | 6 951 | 6 024 | 5 532 | 5 725 | 5 696 | 5 754 |